# Miss Austria
Miss Austria ist ein jährlicher nationaler Schönheitswettbewerb für unverheiratete Frauen in Österreich. Er wurde erstmals am 29. Jänner 1929 ausgetragen.

## Hintergrund
Erster Veranstalter war das Neue Wiener Tagblatt. Bereits 1931 fand der Wettbewerb letztmals vor dem Zweiten Weltkrieg statt, wenngleich in den 1930er Jahren noch regionale Schönheitskonkurrenzen um Titel wie Miss Tirol, Miss Vienna und Donaukönigin stattfanden.
Nach dem Krieg gab es zunächst unterschiedliche Veranstalter. Ab 1958 führte Erich Reindl (* 31. August 1931) den Wettbewerb durch und gewann im Folgejahr den Kosmetikkonzern Max Factor als Sponsor. Seine Miss Austria Corporation verkaufte Reindl 1994. Geschäftsführer sowie fünfzigprozentiger Teilhaber war lange Zeit Emil Bauer, der nach zwei Jahrzehnten seinen Anteil an Franz Josef Schachermayer verkaufte. Ernst Kirchmayr behielt seine 50 Prozent an der Firma. Neue Geschäftsführerin wurde Silvia Schachermayer.
An der Wahl zur Miss Austria nehmen die zwei Erstplatzierten jedes Bundeslandes teil. In der Endausscheidung treten 18 Kandidatinnen aus den neun Bundesländern, zudem die „Miss Online“ und ihre Vize, vor einer Live-Jury gegeneinander an. Die gekürte Miss Austria soll dann Österreich bei der Miss World vertreten und die Zweitplatzierte bei der Miss Europe. Dies wird für die Miss World aber erst seit 1997 konsequent umgesetzt.
Übrigens tragen auch die Gewinnerinnen einzelner Bundesländer einen englischen Titel: Miss Vienna (Wien) und Miss Styria (Steiermark).

## Siegerinnen

### Miss Austria
| Jahr          | Miss Austria                      | Bundesland        | Anmerkungen                                                                                 |
| ------------- | --------------------------------- | ----------------- | ------------------------------------------------------------------------------------------- |
| 1929          | Lisl (Elisabeth) Goldarbeiter     | Wien              | Miss Universe 1929 – als erste nicht amerikanische Gewinnerin                               |
| 1930          | Ingeborg von Grienberger          | Steiermark        |                                                                                             |
| 1931          | Hertha van Haentjens              | Wien              |                                                                                             |
| 1932 bis 1947 | nicht ausgetragen                 | nicht ausgetragen | Selbstausschaltung des Parlaments, Ständestaat, Bürgerkrieg, Zweiter Weltkrieg              |
| 1948          | Ingrid Jonaszin                   | Wien              |                                                                                             |
| 1949          | Nadja Tiller                      | Wien              |                                                                                             |
| 1950          | Hanni Schall                      | Wien              | Miss Europe 1950                                                                            |
| 1951          | N. N.                             |                   |                                                                                             |
| 1952          | Inge Fröwis                       | Vorarlberg        |                                                                                             |
| 1953          | Lore Felger                       | Wien              |                                                                                             |
| 1954          | nicht ausgetragen                 | nicht ausgetragen | nicht ausgetragen                                                                           |
| 1955          | Felicitas von Goebel              | Wien              |                                                                                             |
| 1956          | Traudl Eichinger                  | Burgenland        |                                                                                             |
| 1957          | Elisabeth (Sissy) Schübel-Auer    | Wien              |                                                                                             |
| 1958          | Johanna (Hanni) Ehrenstrasser     | Wien              | Miss Europe 1958                                                                            |
| 1959          | Christl Spazier                   | Wien              | Miss Europe 1959                                                                            |
| 1960          | Luise Kammermeier                 | Burgenland        |                                                                                             |
| 1961          | Dorli Lazek                       | Wien              |                                                                                             |
| 1962          | Heidi Fischer                     | Wien              |                                                                                             |
| 1963          | Erika Kammbach                    | Burgenland        |                                                                                             |
| 1964          | Evi Rieck                         | Niederösterreich  |                                                                                             |
| 1965          | Carin Schmidt                     | Salzburg          |                                                                                             |
| 1966          | Brigitte Krüger                   | Salzburg          |                                                                                             |
| 1967          | Christl Bartu                     | Vorarlberg        |                                                                                             |
| 1968          | Eva Rueber-Steirer                | Steiermark        |                                                                                             |
| 1969          | Eva Rueber-Staier                 | Steiermark        | Miss World 1969                                                                             |
| 1970          | Elfriede Kurz                     | Oberösterreich    |                                                                                             |
| 1971          | Roswita Winkler                   | Niederösterreich  |                                                                                             |
| 1972          | Ursula Bacher                     | Kärnten           |                                                                                             |
| 1973          | Roswitha Kobald                   | Steiermark        |                                                                                             |
| 1974          | Evelyn Engleder                   | Oberösterreich    |                                                                                             |
| 1975          | Rosemarie Holzschuh               | Niederösterreich  |                                                                                             |
| 1976          | Heidi Passian                     | Niederösterreich  |                                                                                             |
| 1977          | Eva Düringer                      | Vorarlberg        | Miss Europe 1978                                                                            |
| 1978          | Doris Anwander                    | Vorarlberg        |                                                                                             |
| 1979          | Karin Zorn                        | Steiermark        | Miss Europe 1980                                                                            |
| 1980          | Helga Scheidl                     | Niederösterreich  |                                                                                             |
| 1981          | Edda Schnell                      | Wien              |                                                                                             |
| 1982          | Elisabeth Kawan                   | Steiermark        |                                                                                             |
| 1983          | Mercedes Stermitz                 | Steiermark        |                                                                                             |
| 1984          | Michaela Nußbaumer                | Vorarlberg        |                                                                                             |
| 1985          | Elfriede Heindl                   | Steiermark        |                                                                                             |
| 1986          | Ulli Harb                         | Steiermark        |                                                                                             |
| 1987          | Marielle Moosmann                 | Vorarlberg        | Die Zweitplatzierte Ulla Weigerstorfer wurde Miss World 1987.                               |
| 1988          | Sabine Grundner                   | Kärnten           |                                                                                             |
| 1989          | Nicole Natter                     | Vorarlberg        |                                                                                             |
| 1990          | Susanne Hausleitner               | Steiermark        |                                                                                             |
| 1991          | Christine Heiss                   | Vorarlberg        |                                                                                             |
| 1992          | Tamara Mock                       | Vorarlberg        |                                                                                             |
| 1993          | Jutta Mirnig                      | Kärnten           |                                                                                             |
| 1994          | Eva Medosch                       | Wien              |                                                                                             |
| 1995          | Dagmar Perl                       | Steiermark        |                                                                                             |
| 1996          | Sonja Horner                      | Oberösterreich    |                                                                                             |
| 1997          | Susanne Nagele                    | Tirol             |                                                                                             |
| 1998          | Sabine Lindorfer                  | Oberösterreich    |                                                                                             |
| 1999          | Sandra Kölbl                      | Vorarlberg        |                                                                                             |
| 2000          | Patricia Kaiser                   | Oberösterreich    |                                                                                             |
| 2001          | Daniela Rockenschaub              | Oberösterreich    |                                                                                             |
| 2002          | Céline Roscheck                   | Niederösterreich  |                                                                                             |
| 2003          | Tanja Duhovich                    | Wien              |                                                                                             |
| 2004          | Silvia Hackl                      | Oberösterreich    |                                                                                             |
| 2005          | Isabella Stangl                   | Salzburg          |                                                                                             |
| 2006          | Tatjana Batinic                   | Wien              |                                                                                             |
| 2007          | Christine Reiler                  | Niederösterreich  |                                                                                             |
| 2008          | Marina Schneider                  | Tirol             |                                                                                             |
| 2009          | Anna Hammel                       | Oberösterreich    |                                                                                             |
| 2010          | Valentina Schlager                | Kärnten           |                                                                                             |
| 2011          | Carmen Stamboli                   | Wien              |                                                                                             |
| 2012          | Amina Dagi                        | Vorarlberg        |                                                                                             |
| 2013          | Ena Kadić                         | Tirol             |                                                                                             |
| 2014          | Julia Furdea                      | Oberösterreich    |                                                                                             |
| 2015          | Annika Grill                      | Oberösterreich    |                                                                                             |
| 2016          | Dragana Stanković                 | Niederösterreich  |                                                                                             |
| 2017          | Celine Schrenk                    | Niederösterreich  |                                                                                             |
| 2018          | Daniela Zivkov (Titelaberkennung) | Oberösterreich    | Izabela Ion rückte nach, weil der erstplatzierten Daniela Zivkov der Titel aberkannt wurde. |
| 2018          | Izabela Ion (Nachfolgerin)        | Vorarlberg        | Izabela Ion rückte nach, weil der erstplatzierten Daniela Zivkov der Titel aberkannt wurde. |
| 2019          | Larissa Robitschko                | Steiermark        |                                                                                             |
| 2020          |                                   |                   |                                                                                             |
| 2021/22       | Linda Lawal                       | Oberösterreich    |                                                                                             |
| 2023          | Valentina Bleckenwegner           | Oberösterreich    |                                                                                             |

#### Titelaberkennung 2018
Daniela Zivkov wurde 2018 zur Miss Oberösterreich gewählt und gewann am 1. September 2018 die Wahl zur Miss Austria und hat einen entsprechenden Vertrag mit der Miss Austria Corporation.
Jörg Rigger, Geschäftsführers dieser Firma, erläutert laut orf.at vom 7. Oktober 2018: „Einer amtierenden Miss Austria muss klar sein, dass sie nicht machen kann, was sie will.“ Erstmals in der Geschichte der Organisation müsse einer Miss der Titel aberkannt werden. Er führt an, dass Zivkov mit der Miss-Oberösterreich-Schärpe bei Veranstaltungen aufgetreten sei und für ein anderes Produkt geworben habe, als vertraglich vereinbart. Konkret wäre sie in einer Zeitschrift mit einem Kraftfahrzeug abgebildet worden, das nicht der Marke eines Werbevertragspartners entspricht. Rigger hätte sie wiederholt abgemahnt, doch – laut seiner Aussage – hätte sie beschwichtigt, „nur privat unterwegs gewesen zu sein“.
Laut orf.at strebt Daniela Zivkov eine Offizierslaufbahn im Bundesheer an. Die auf den Titel Nachrückende ist die 24-jährige Einzelhandelskauffrau Izabela Ion aus Lauterach (Vorarlberg).

## Erfolge bei größeren internationalen Wettbewerben
| Miss World    | Miss World          | Miss World                  |
| ------------- | ------------------- | --------------------------- |
| 1969          | Eva Rueber-Staier   |                             |
| 1987          | Ulla Weigerstorfer  | als Miss World Austria 1987 |
| Miss Universe |                     |                             |
| 1929          | Lisl Goldarbeiter   |                             |
| Miss Europe   |                     |                             |
| 1950          | Hanni Schall        |                             |
| 1958          | Hanni Ehrenstrasser |                             |
| 1959          | Christine Spazier   |                             |
| 1978          | Eva Maria Düringer  | als Miss Austria 1977       |
| 1980          | Karin Zorn          | als Miss Austria 1979       |

## Konkurrierende Wettbewerbe

### Miss World Österreich (1986–1988)
Ende der 1980er wurde drei Jahre lang vom ehemaligen Model Lilo Hoffmann ein eigener Bewerb um die Miss World Österreich veranstaltet, dessen Delegierte bei der Miss World alle unter die Top 10 kamen.
| Jahr | Miss World Österreich  | Bundesland | Platzierung bei der Miss World |
| ---- | ---------------------- | ---------- | ------------------------------ |
| 1986 | Chantal Schreiber      | Wien       | 3                              |
| 1987 | Ulla Weigerstorfer     | Steiermark | 1                              |
| 1988 | Alexandra Werbanschitz | Steiermark | Semifinale                     |

### Miss Österreich
Einen weiteren Konkurrenz-Wettbewerb um die Miss Österreich führte ab 1986 Erich Saida durch, der aber nach wenigen Jahren aufgab.